# Axel Cédric Konan
Axel Cédric Konan (ur. 15 stycznia 1983 w Abidżanie) – iworyjski piłkarz, grający na pozycji napastnika.

## Kariera
Konan rozpoczął karierę w 2000 roku w US Lecce. Mając zaledwie 16 lat zadebiutował meczem przeciwko Juventusowi (porażka 1:4, 17 grudnia 2000). Był to jego jedyny występ w pierwszym składzie w sezonie 2000/2001.
W kolejnym sezonie dostał już 9 szans na grę i strzelił 1 bramkę. Rok później po degradacji do Serie B zagrał w 16 meczach, zaliczając 2 trafienia.
Po powrocie do Serie A w sezonie 2003/2004 zagrał w 32 meczach i strzelił 6 goli, w tym 2 podczas historycznego zwycięstwa US Lecce nad Juventusem na ich boisku (3:4, 25 kwietnia 2004).
W rozgrywkach Serie A 2004/2005 zagrał w 20 spotkaniach i strzelił 6 bramek. Rok później Konan pomimo spadku US Lecce także strzelił 6 goli, w tym jedną w prestiżowym zwycięstwie nad Milanem 1:0 (1 kwietnia 2006) i dwie przeciwko Sampdorii (3:1).
Łącznie w barwach „Giallorossi” zgromadził 95 meczów i 19 bramek w Serie A, 16 meczów i 2 bramki w Serie B oraz 8 spotkań i 1 gola w Pucharze Włoch.
31 sierpnia 2006 na koniec letniego okienka transferowego został wypożyczony do Torino FC. Nie grał tam wiele z uwagi na długą kontuzję i już w lecie 2007 wrócił do US Lecce.
W styczniu 2008 ostatecznie rozwiązał swoje fizyczne problemy i 16 lutego 2008 ponownie założył koszulkę Lecce w zwycięskim 2:0 spotkaniu przeciwko U.S. Avellino. Drużyna z Lecce zakończyła ten sezon na 3. miejscu i wywalczyła awans dzięki play-offom.
W sezonie 2008/2009 zagrał w 12 spotkaniach i strzelił 1 bramkę w spotkaniu przeciwko Juventusowi 3 maja 2009. Mecz skończył się remisem 2:2. Po sezonie został wolnym zawodnikiem.
| Sezon     | Klub      | Liga | Liga  | Liga   | Puchar       | Puchar | Puchar | Razem | Razem  |
| Sezon     | Klub      | Liga | Mecze | Bramki | Puchar       | Mecze  | Bramki | Mecze | Bramki |
| --------- | --------- | ---- | ----- | ------ | ------------ | ------ | ------ | ----- | ------ |
| 2000/2001 | Lecce     | A    | 1     | 0      | Puchar Włoch | ?      | ?      | 1     | 0      |
| 2001/2002 | Lecce     | A    | 9     | 1      | Puchar Włoch | ?      | ?      | 9     | 1      |
| 2002/2003 | Lecce     | B    | 16    | 2      | Puchar Włoch | ?      | ?      | 16    | 2      |
| 2003/2004 | Lecce     | A    | 32    | 6      | Puchar Włoch | ?      | ?      | 32    | 6      |
| 2004/2005 | Lecce     | A    | 20    | 6      | Puchar Włoch | ?      | ?      | 20    | 6      |
| 2005/2006 | Lecce     | A    | 33    | 6      | Puchar Włoch | ?      | ?      | 33    | 6      |
| 2006/2007 | Torino FC | A    | 5     | 0      | Puchar Włoch | ?      | ?      | 5     | 0      |
| 2007/2008 | Lecce     | B    | 5     | 0      | Puchar Włoch | ?      | ?      | 5     | 0      |
| 2008/2009 | Lecce     | A    | 12    | 1      | Puchar Włoch | 1      | 0      | 13    | 1      |